# Return to Monkey Island
Return to Monkey Island es un juego de aventuras point-and-click desarrollado por Terrible Toybox y publicado por Devolver Digital. El sexto juego de Monkey Island se lanzó para MacOS, Nintendo Switch y Windows el 19 de septiembre de 2022, para Linux el 26 de octubre de 2022 y para PlayStation 5 y Xbox Series X/S el 8 de noviembre de 2022. Fue el primer juego de Monkey Island del creador de la serie, Ron Gilbert, desde Monkey Island 2: LeChuck's Revenge (1991).
Gilbert trabajó en los dos primeros juegos de Monkey Island antes de dejar la empresa de desarrollo, LucasArts, en 1992. LucasArts y Telltale Games desarrollaron más entregas sin él. The Walt Disney Company adquirió los derechos de Monkey Island cuando compró Lucasfilm en 2012; en 2019, Gilbert negoció la creación de una nueva Monkey Island con el diseñador Dave Grossman, que había trabajado en los dos primeros juegos. Return to Monkey Island se anunció en abril de 2022. Dominic Armato repitió su papel como protagonista, Guybrush Threepwood. El juego recibió críticas generalmente positivas.